# 大仏寺 (羽島市)
大仏寺（だいぶつじ）は岐阜県羽島市竹鼻町にある釈迦如来を本尊とする単立寺院。本尊は佐吉仏（佐吉大仏）として知られる。

## 歴史
宝暦9年（1759年）に竹鼻の商人で篤志家の永田佐吉が大仏を建立したのが始まりである。
総欅造りの大仏殿のほか、観音堂、太子堂ならびに地蔵堂が設けられたが濃尾地震で堂宇がすべて焼け落ち、大仏は野ざらしとなった。
昭和35年（1960年）に永田佐吉の末裔である永田稔が再興を志し、翌年に岐阜県の認可を得た。
昭和37年（1962年）に新たな大仏殿が建立された。寺は単立寺院として様々な宗派の信者を受け入れている。
大仏殿では県の史跡に指定されている佐吉仏を祀っているほか、永田佐吉の生涯を顕彰している。
境内には宝暦7年（1757年）の地蔵を祀る地蔵堂や、寛延元年（1748年）の銘がある灯篭がある。